# (8730) Iidesan
(8730) Iidesan – planetoida z pasa głównego asteroid okrążająca Słońce w ciągu 3 lat i 235 dni w średniej odległości 2,37 au. Została odkryta 10 listopada 1996 roku. Przed nadaniem nazwy planetoida nosiła oznaczenie tymczasowe (8730) 1996 VT30.